# Moyes Point
Der Moyes Point ist eine Landspitze im Südwesten von Signy Island im Archipel der Südlichen Orkneyinseln. Sie bildet die Ostseite der südöstlichen Einfahrt zum Fyr Channel und die westliche Begrenzung der Einfahrt zur Bedlam Cove.
Wissenschaftler der britischen Discovery Investigations kartierten sie erstmals 1933. Der Falkland Islands Dependencies Survey nahm zwischen 1956 und 1958 Vermessungen vor. Das UK Antarctic Place-Names Committee benannte sie 1959 nach William Moyes (1887–1950), Repräsentant der britischen Regierung auf Signy Island von 1912 bis 1913.